# Prolongamento de vida

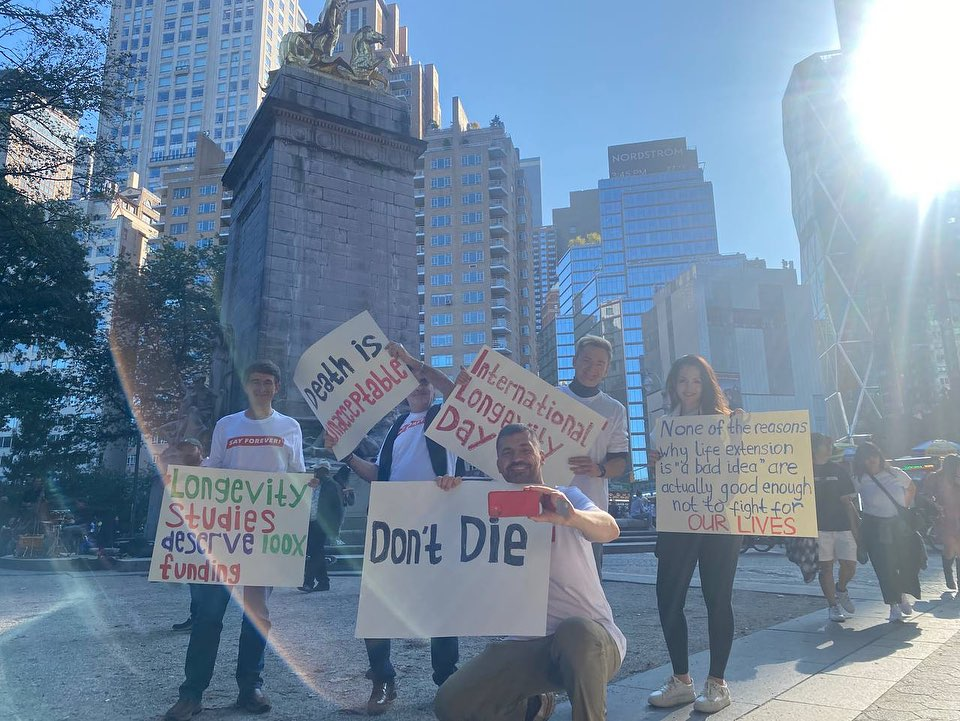
Manifestações a favor do prolongamento da vida, durante o Dia Internacional da Longevidade, em 2023.

A ciência do prolongamento de vida, também conhecida como medicina antienvelhecimento, extensão indefinida da vida, gerontologia experimental, e biomedicina experimental, é o estudo de método para diminuir ou reverter os processos de envelhecimento, como o objetivo de aumentar tanto a expectativa de vida máxima como a expectativa média de vida. Alguns pesquisadores nessa área, chamados de "expansionistas de vida", também "imortalistas", ou ainda "longevistas" (aqueles que desejam alcançar uma vida longo), acreditam que avanços futuros em rejuvenescimento de tecido com células tronco, reparo molecular e substituição de órgãos (por exemplo, órgãos artificiais e xenoenxerto), permitirão aos humanos possuir uma idade indefinida (agerasia[carece de fontes?]) através de um rejuvenescimento completo para uma condição jovem saudável.
A venda de produtos putativos antienvelhecimento para nutrição, condicionamento físico, tratamento de pele, substituição de hormônios, vitaminas, suplementos e ervas é uma indústria global lucrativa, com receita de 50 bilhões de dólares no mercado dos Estados Unidos a cada ano. Alguns especialistas, nessa área médica, afirmam que não há provas quanto ao uso de tais produtos afetarem o processo de envelhecimento, e muito do que os defensores da medicina antienvelhecimento advogam tem sido criticado por profissionais, incluindo a Associação Médica Americana.
Entretanto, não há provas de que a "vida infinita", ou imortalidade, é inviável; alguns animais, como os nephropidaes e certas medusas não morrem de idade, e um prêmio foi oferecido (não teve vencedor) para qualquer um capaz de provar que as esperanças do "expansionista de vida", Aubrey de Grey, eram "indignas de um debate de aprendizado". As ramificações éticas do prolongamento de vida são dialogadas por bioéticos.

## Opinião pública
Prolongamento de vida é um tópico controverso; muitos se opõe a ele devido ao medo de superpopulação e os consequentes efeitos na sociedade. As pessoas religiosas, a uma certa extensão, não são mais propensas a se opor ao prolongamento de vida do que ateus, O biogerontologista Aubrey de Grey contradiz a crítica da  superpopulação apontando que a terapia poderia adiar, ou mesmo eliminar, a menopausa, possibilitando às mulheres engravidarem com idades mais avançadas, e assim diminuir a taxa de nascimentos anual.
Uma pesquisa feita na primavera (hemisfério norte) de 2013, pelo Pew Research Center descobriu que 38% dos moradores do Estados Unidos gostariam de receber tratamento para aumentar a extensão da vida, e 56% rejeitariam. No entanto, outros dados obtidos foram que 68% acreditaram que outros iriam querer e apenas 4% consideravam um "tempo de vida ideal" maior que os 120 anos.

## Expectativas de vida média e máxima
Durante o processo de envelhecimento, um organismo acumula dano em suas macromoléculas, suas células, seus tecidos e seus órgãos. Os danos acumulados nos componentes celulares são o resultado da oxidação causada pelo radicais livres, ressaltando que existem outros agentes que também causam envelhecimento.
O humano mais velho já confirmado foi Jeanne Calment, vivendo 122 anos. Nascida em 1875, e falecida em 1997, enquanto que o período de vida máximo de um rato, bastante empregado em pesquisas sobre idade, é de aproximadamente 4 anos.

### Livros
- Biological Aging Measurement. Clinical Applications. Ward Dean, MD. The Center for Bio-Gerontology. 1988. Paperback, 426 pp. ISBN 0-937777-00-5
- The Biology of Life Span: A Quantitative Approach. Leonid A. Gavrilov & Natalia S. Gavrilova (1991), New York: Harwood Academic Publisher, ISBN 3-7186-4983-7
- Brain Boosters. Foods And Drugs That Make You Smarter. (A quote from the book: "It's hard to distinguish between the health and anti-aging uses of the smart drugs and nutrients.") Beverly Potter & Sebastian Orfali. Ronin Publishing. 1993. Paperback, 257 pages. ISBN 0-914171-65-8
- Brain Fitness. Anti-Aging Strategies To Fight Alzheimer's Disease, Supercharge Your Memory, Sharpen Your Intelligence, De-Stress Your Mind, Control Mood Swings, and Much More... Robert Goldman, MD, DO, PhD, With Ronald Klatz, MD, DO, and Liza Berger. Doubleday. 1995. Paperback, 346 pp. ISBN 0-385-48869-6
- The Directory of Life Extension Supplements. Life Extension Foundation. Published annually.
- Fantastic Voyage: The Science Behind Radical Life Extension Raymond Kurzweil and Terry Grossman, MD. Rodale. 2004. 452 pp. ISBN 1-57954-954-3
- 50 Simple Ways To Live A Longer Life: Everyday Techniques From The Forefront Of Science. Suzanne Bohan and Glenn Thompson. Sourcebooks. 2005. Paperback, 287 pages. ISBN 1-4022-0375-6
- Formula for Life. The Definitive Book on Correct Nutrition, Anti-Oxidants and Vitamins, Disease Prevention, and Longevity.  Eberhard Kronhausen, EdD, and Phyllis Kronhausen EdD, with Harry B. Demopoulos, MD. William Morrow and Company. 1989. Paperback, 622 pages. ISBN 0-688-09426-0
- How To Live Longer And Feel Better. Linus Pauling. W.H. Freeman and Company. 1986. Paperback, 413 pages. ISBN 0-380-70289-4
- The Immortal Cell, by Michael D. West, Doubleday (2003) ISBN 978-0-385-50928-2
- Life Extension. A Practical Scientific Approach. Adding Years to Your Life and Life to Your Years. Durk Pearson and Sandy Shaw. Warner Books. 1982. Hardcover, 858 pp. ISBN 0-446-51229-X
- The Life Extension Companion. The Latest Breakthroughs in Health Science. Durk Pearson and Sandy Shaw. Warner Books. 1984. Hardcover, 430 pages. ISBN 0-446-51277-X
- The Life Extension Revolution: The Definitive Guide to Better Health, Longer Life, and Physical Immortality. Saul Kent. 1980. Hard Cover. ISBN 0-688-03580-9
- The Life Extension Revolution: The New Science of Growing Older Without Aging. Philip Lee Miller and Monica Reinagel. Bantam. 2005. Hardcover, (416 pages). ISBN 0-553-80353-0
- The Life Extension Weight Loss Programme. Durk Pearson and Sandy Shaw.
- LifeSpan-Plus. 900 Natural Techniques To Live Longer. Rejuvenate Your Heart; Stay Infection-Free; Prevent a Stroke; Reduce Stress; Control Your Blood Pressure; Strengthen Your Bones; Eliminate Body Toxins. By the editors of Prevention Magazine. Rodale. 1990. Hardcover, 422 pages. ISBN 0-87857-908-7
- Live Longer Now. The First One Hundred Years Of Your Life. Jon N. Leanard, Jack L. Hofer, and Nathan Pritikin. Grosset and Dunlap. 1974 (predates the life extension movement, and therefore lacks megadosing recommendations.) Paperback, 232 pages. ISBN 0-441-48514-6
- The Long Tomorrow. Michael Rose. Oxford University Press. 2005. ISBN 0-19-517939-0
- Merchants of Immortality. Chasing The Dream Of Human Life Extension. Stephen S. Hall. Houghton Mifflin Company. 2003. Paperback, 439 pp. ISBN 0-618-49221-6
- Mind Food and Smart Pills. How To Increase Your Intelligence and Prevent Brain Aging. Ross Pelton. 1986. Paperback, 170 pp. ISBN 0-936809-00-0
- No More Dying. The Conquest Of Aging And The Extension Of Human Life. Joel Kurtzman and Phillip Gordon. Dell. 1976. Paperback, 252 pages. ISBN 0-440-36247-4
- Prevention's The Sugar Solution. Edited by Sari Harrar, Prevention Health News Editor. Rodale. 2005. Hardcover, 406 pages. ISBN 1-57954-912-8
- Secrets of Life Extension. How to halt or reverse the aging process and live a long and healthy life. You can extend the rest of your life. All the new scientific breakthroughs John A. Mann. Bantam Books. 1980. Paperback, 296 pages. ISBN 0-553-23450-1
- Nutrition Against Disease. Roger J. Williams. Pitman Publishing Corporation. 1971 (predates megadosing). 370 pages. ISBN 0-273-31850-0
- Smart Drugs & Nutrients. How To Improve Your Membory And Increase Your Intelligence Using The Latest Discoveries In Neuroscience. (Many of the substances in this book have life-extending or cell regenerating effects.) Ward Dean, MD and Joh Morgenthaler. B&J Publications. 1990. Paperback, 222 pp. ISBN 0-9627418-9-2
- Smart Drugs II: The Next Generation: New Drugs and Nutrients to Improve Your Memory and Increase Your Intelligence. Ward Dean (MD), John Morgenthaler, Steven Wm Fowkes. Smart Publications. 1993.  Paperback, 287 pages. ISBN 0-9627418-7-6
- Stop Aging Now! The Ultimate Plan For Staying Young & Reversing The Aging Process. Based On Cutting-Edge Research Revealing The Amazing Anti-aging Powers Of Supplements, Herbs, & Food. Jean Carper.  Harper Perennial. 1995. Paperback, 372 pp. ISBN 0-06-098500-3
- Stop the FDA. Save Your Health Freedom. Articles by Linus Pauling, PhD; Abram Hoffer, MD; Ward Dean, MD; Senator Orrin Hatch; Durk Pearson and Sandy Shaw; and many more. (Many essays on health politics, by various leaders of the Life Extension Movement). Edited by John Morgenthaler & Steven Wm. Fowkes. Health Freedom Publications. 1992. Paperback, 186 pp. ISBN 0-9627418-8-4
- The Wrinkle Cure. The All-Natural Formula for Stopping Time. Unlock the Power of Cosmeceuticals for Supple, Youthful Skin. Nicholas Perricone, MD. Rodale. 2000. Hardcover, 208 pages. ISBN 1-57954-237-9
- Your Personal Life-Extension Program. A Practical Guide to the New Science That Can Make You Stronger, Smarter, Sexier, More Energetic, and More Youthful. Saul Kent. Morrow. 1985. Hardcover, 384 pages.  ISBN 0-688-00629-9

### Jornais científicos
- Holzenberger M; Dupont J; Ducos B,;  et al. (janeiro de 2003). «IGF-1 receptor regulates lifespan and resistance to oxidative stress in mice». Nature. 421 (6919): 182–7. PMID 12483226. doi:10.1038/nature01298
- http://www.dovepress.com/clinical-interventions-in-aging-journal Clinical Interventions in Aging Editor-in-Chief: Dr Richard F Walker. Publisher: Dove Medical Press Ltd. ISSN 1176-9092. Published Quarterly
- Rejuvenation Research Editor: Aubrey de Grey. Publisher: Mary Ann Liebert, Inc. ISSN 1549-1684 – Published Quarterly